# Жан-Франсуа Ґарьєпі
Жан-Франсуа Ґарьєпі (фр. Jean-François Gariépy, нар. 1984) — франко-канадський біолог, невролог і ультраправий політичний коментатор. Ґарьєпі веде YouTube-канал «The Public Space» (укр. Громадський простір), де обговорює політичні події, філософські ідеї та наукові теорії. За даними Антидифамаційної ліги, «Громадський простір» вважається частиною «каналів білих расистів». Ґарьєпі називають «прапороносцем ультраправих». У документальному фільмі CBS News Ґарьєпі заперечував, що він є білим расистом, який виступає проти інтересів меншин у Північній Америці. Натомість він заявив, що американське і канадське суспільства стають дедалі більш ворожими до інтересів білих людей, особливо білих чоловіків.

## Приватне життя
Жан-Франсуа Ґарьєпі виріс у Сен-Софі, Квебек. Він був одружений тричі. Ґарьєпі та його третя дружина розлучилися у липні 2015 року. У грудні 2015 року його дружина народила їхнього першого сина. Згодом жінка звинуватила Ґарьєпі у «психологічному насильстві» та «погрозам забрати дитину». Після рішення передати опіку над дитиною матері, Ґарьєпі подав апеляцію. Суддя апеляційного суду наказав провести психологічну експертизу, яка прийшла до висновку, що Ґарьєпі є «дуже розумним інтелектуально», але водночас виявляє «недостатнє розуміння та контроль над імпульсами».

## Академічна кар'єра
Жан-Франсуа Ґарьєпі навчався біології в Університеті Монреаля. У 2008 році він отримав відзнаку від Товариства нейронаук за пріоритет наступного покоління (англ. Next Generation Award). Ґарьєпі завершив докторську дисертацію з дослідження дихальних нейронних мереж у 2012. З вересня 2011 по вересень 2015 року Ґарьєпі досліджував соціальні взаємодії мавп в Інституті мозкових наук в Університеті Дюка. Протягом своєї академічної кар'єри Ґарьєпі опублікував 21 статтю, які були цитовані 529 разів.
Ґарьєпі розповів Daily Beast, що покинув Університет Дюка та переїхав до Канади через розчарування академічним середовищем. Він пояснив свій відхід від академії на Facebook: «Академічний світ — це дивовижна річ; він населений дуже розумними, мотивованими та талановитими людьми, які діють у системі, що просто дефектна настільки, що заважає здатності цих особистостей займатися справжнім пошуком знань. У цьому сенсі я залишаю дослідницьке середовище з тієї ж причини, з якою до нього приєднався 12 років тому: у пошуку кращого способу задовольнити свою спрагу наукового розуміння світу». Однак авторка Daily Beast, Келлі Вайль, також вказує на те, що Ґарьєпі міг покинути Університет Дюка через підстави, пов'язані з його правовим статусом у Сполучених Штатах під час розлучення з його третьою дружиною.
У 2014 році Ґарьєпі отримав $25 000 від померлого сексуального злочинця Джеффрі Епштейна для створення некомерційної організації NEURO.tv з метою популяризації філософії на YouTube. На запитання про те, чи шкодує він, що взяв гроші від сексуального злочинця, Ґарьєпі відповів: «Я б і з чеком від самого диявола переказував би гроші, якщо це сприяло б розвитку науки чи освіти […]. Я знав про попередні засудження Епштейна, коли прийняв гроші. Однак я не був в курсі останніх звинувачень, які виявилися гіршими, ніж я думав. В будь-якому випадку, я не шкодую, що взяв гроші. Погані люди не тільки погані».

## Революційний фенотип
У 2019 році Ґарьєпі опублікував «Революційний фенотип» (фр. Le Phénotype révolutionnaire), який був написаний під впливом іншими працями, як «Егоїстичний ген» Річард Докінз (1976) та «Розширений фенотип» (1982). У цій монографії Ґарьєпі розробляє власну теорію того, як виникло життя чотири мільярди років тому та як генетичний код еволюціонував. Він стверджує, що поєднання штучного інтелекту та генної інженерії може призвести до появи нової форми життя, яку можна буде контролювати силами, що маніпулюють генетичним процесом. У жовтні 2014 року Ґарьєпі звернувся до Епштейна з проханням про додаткове фінансування для «Революційного фенотипу», але Епштейн не відповів на це.

## Коментатор і ютубер
Жан-Франсуа Ґарьєпі вперше з'явився на публіці в епізоді 157 подкасту «Напівсвідомі селяни» (англ. Drunken Peasants) у 2015. У 2017 році він приєднався до ютуб-каналу Warski Live як співведучий. На Warski Live Ґарьєпі обговорював теми, такі як імміграція, соціалізм та етнічні відмінності. Завдяки цій участі Ґарьєпі здобув популярність серед ультраправої аудиторії як модератор так званих «кровавих боїв на YouTube», де двоє чи більше гостей займаються політичними дискусіями.
Після розбіжностей зі співведучим Енді Варскі у квітні 2018 року Ґарьєпі заснував власний ютуб-канал The Public Space. На цьому каналі виступали особистості ультраправого спрямування, такі як Річард Б. Спенсер, Девід Дюк, Майк Пейнович та Грег Джонсон.